# Сребрено
Срѐбрено или Срѐбрени, понякога Стрѐбрено или Стрѐбрени (на гръцки: Ασπρόγεια, Аспр̀огия, до 1926 година Στρέμπενο, Стрембено, катаревуса Στρέμπενον, Стрембенон) е село в Република Гърция, в дем Суровичево, област Западна Македония.

## География
Селото е разположено на 55 километра южно от град Лерин (Флорина) в подножието на планината Вич на 1 километър от главния път между Суровичево (Аминдео) и Костур (Кастория).

## История

### В Османската империя
В началото на XX век Сребрено е чисто българско село. В „Етнография на вилаетите Адрианопол, Монастир и Салоника“, издадена в Константинопол в 1878 година и отразяваща статистиката на населението от 1873 година, Сребрени е посочено два пъти: веднъж като село в Леринска каза (Srébréni) с 60 домакинства и 125 жители българи и втори път като село в Костурска каза (Srebréni) с 60 домакинства и 200 жители албанци.
В 1889 година Стефан Веркович пише за Сребрено:
| „ | Село Стрепин, разположено в гориста местност с 40 български къщи. Данъкът им е 5100 пиастри, а инание-аскерие – 2980 пиастри. Жителите му се занимават със земеделие. Тук е границата на Костурска кааза. | “ |

Според статистиката на Васил Кънчов („Македония. Етнография и статистика“) в 1900 година Сребрени има 560 жители българи. В началото на века всички жители на Сребрено са под върховенството на Цариградската патриаршия и селото е една от крепостите на елинизма в Леринско. В Сребрено е роден един от най-активните дейци на Гръцката въоръжена пропаганда в Македония Вангел Георгиев (Вангел Георгиу или Вангел Стрембениотис), организирал една от първите гръцки чети, съставена предимно от негови съселяни гъркомани.
На Етнографската карта на Битолския вилает на Картографския институт в София от 1901 година Сребрено е чисто българско село в Леринската каза на Битолския санджак с 65 къщи.
По данни на секретаря на екзархията Димитър Мишев („La Macédoine et sa Population Chrétienne“) в 1905 година в Сребрено има 960 българи патриаршисти и в селото функционира гръцко училище. След 1908 година и прекратяването на въоръжената дейност на гръцката пропаганда 25 български семейства от Сребрено се отказват от Патриаршията и минават под върховенството на Българската екзархия. Три години български учител и свещеник в Сребрено е пътелеецът Атанас Шишков, който поправя църквата и училищната сграда.
По време на Балканската война 7 души от Сребрено се включват като доброволци в Македоно-одринското опълчение.

### В Гърция
През войната селото е окупирано от гръцки части и остава в Гърция след Междусъюзническата война. Боривое Милоевич пише в 1921 година („Южна Македония“), че Сребрено има 170 къщи славяни християни. В 1926 година селото е прекръстено на Аспрогия. В 1932 година в Сребрено има 139 българогласни семейства, от които 79 са с „изявено българско съзнание“.
През Втората световна война в Сребрено е създадена чета на българската паравоенна организация Охрана с четири чети. След сражение между германски части и гръцка паравоенна чета селото е опожарено. В 1945 година в селото има 909 българофони, 359 от които с „негръцко национално съзнание“, 450 с гръцко и 100 с „неустановено национално съзнание“.
След Гражданската война голяма част от жителите на Сребрено емигрират отвъд океана – в Канада, САЩ и Австралия и сегашното Сребрени е малко селце, чиито жители се занимават предимно със земеделие. На входа на селото има голяма статуя на Вангел Георгиев.
Съборът на селото е на 6 август – Преображение Господне.
| Име           | Име            | Ново име   | Ново име    | Описание                                                               |
| ------------- | -------------- | ---------- | ----------- | ---------------------------------------------------------------------- |
| Острец        | Όστρετς        | Кофтерон   | Κοφτερόν    | връх във Вич на Ю от Сребрени (1277 m)                                 |
| Слива         | Σλίβα          | Коромилия  | Κορομηλιά   | връх във Вич на ЮЗ от Сребрени (1434 m)                                |
| Стара река    | Στάρα Ρέκα     | Палиорема  | Παληόρεμα   | реката на Сребрени (Перикопската река), ляв приток на Суровичката река |
| Сули Вроб     | Σούλι Βρόπ     | Сулиотика  | Σουλιώτικα  | местност на И от Сребрени и на З от Зелениче                           |
| Неор          | Νεύρ           | Неврорема  | Νευρόρεμα   | река на С от Сребрени, ляв приток на Стара река                        |
| Цървена стена | Τσαρβένα Στενά | Кокинорема | Κοκκινόρεμα | река на С от Сребрени, ляв приток на Стара река                        |

### Преброявания
- 1913 – 693 души
- 1920 – 586 души
- 1928 – 643 души
- 2001 – 375 души
- 2011 – 209 души

## Личности
Родени в Сребрено
- Анастас Динков (1870 – след 1943), български революционер от ВМОРО и ВМОК
- Аргир Сетов, български революционер от ВМОРО
- Вангел Барков (? – 1949), гръцки комунист, брат му Козма и сестра му Атина са също партизани[16]
- Вангел Георгиев Начев (1876 – 1904), гръцки андартски капитан
- Васил Николов Начев (Βασίλειος Νικολάϊδης Νάτσης), гръцки андартски деец от първи клас, подпомага четата на Николаос Думбиотис[17]
- Василка Николова Джоварова (1930 – ?), членка на ЕПОН от 1944 г., войник на ДАГ от 1947 до 1949 г., след разгрома на ДАГ в 1949 година емигрира в Полша, а в 1961 година със семейството си се установява във Варна, оставя спомени[18]
- Георги Икономов, гръцки андарт
- Георгиос Пападакис (Εεώργιος Παπαδάκης), гръцки андартски деец, четник[19]
- Григор Войнов (Григориос Вайнас, ? – 1970), гръцки андартски капитан
- Григор Николов (Γρηγόριος Νικολάϊδης), син на свещеника Никола Николов (Νικόλαος Νικολάϊδης), самият той монах в Сливенския манастир, наследява игумена Данаил след убийството му[17]
- Димитър Икономов (? – 1901, Δημήτριος Οικονομίδης), гръцки андартски деец от първи ред клас, свещеник в селото[17]
- Димитър Николов Киричев (1927 – ?), участник в Гражданската война в Гърция на страната на ДАГ (1948 – 1949), обучава се на Грамос, участва в акции в Преспа, ранен е, включва се в 103 дивизия под командването на Ахилеас Папайоану, в 1949 година заминава за СССР, в 1956 г. се установява във Варна, България, автор на спомени[20]
- Димитър Толев, деец на ВМОК, четник на полковник Анастас Янков
- Димо Вангелов (Δήμος Ευαγγέλου), гръцки андартски деец, четник при Павлос Мелас[17]
- Илия Николов Киричев (1914 – ?), член на Гръцката комунистическа партия от 1944 г., арестуван в 1947 г., участник в Гражданската война в Гърция на страната на ДАГ (1948 – 1949), участва в сражението на Алевица в 1948 г., автор на спомени[20]
- Константин Мануилов (Κωνσταντίνος Εμμανουήλ), гръцки андартски деец от четвърти клас[17]
- Никола Манзувчев (1874 – след 1943), български революционер от ВМОРО
- Пандо Войнов (Панделис Вайнас, 1924 – 2008), гръцки комунистически деец, гръцки и български военен
- Петрос Вольотис (Πέτρος Βολιώτης), гръцки андартски деец от четвърти клас[21]
- Петър Манзувчев (1880 – след 1943), български революционер от ВМОРО
- Стефан Начев, гръцки андарт
- Теодор Шишков (Θεόδωρος Σίσκος), гръцки андартски деец от четвърти ред клас[19]
- Тръпко Карапалев (1882 – ?), български революционер от ВМОРО и свещеник
- Христо Георгиев (Χρήστος Γεωργίου), гръцки андартски деец, четник при Павлос Мелас[17]
- Христо Панайотов Малечкио (Христос Панайотидис Малецкос), гръцки андартски деец

Македоно-одрински опълченци
- Ване Д. Къцов, македоно-одрински опълченец, четата на Пандо Шишков[22]
- Васил Николов (1893 – ?), македоно-одрински опълченец, четата на Никола Андреев, 2 рота на 14 воденска дружина[23]
- Гели Х. Типов, македоно-одрински опълченец, четата на Пандо Шишков[24]
- Илия Стефанов (1882 – ?), македоно-одрински опълченец, четата на Пандо Шишков, Продоволствен транспорт на МОО[25]
- Никола Мандзуфов, македоно-одрински опълченец, четата на Пандо Шишков[26]
- Петър Мандзуфов, македоно-одрински опълченец, четата на Пандо Шишков[26]

Други
- Симеон Вольотис (р. 1977), гръцки духовник, по произход от Сребрено